# Stronnictwo Pracy
De Poolse Partij van de Arbeid (SP) (Pools: Stronnictwo Pracy) is een kleine christendemocratische partij die sinds 1989 onder verschillende namen in Polen heeft bestaan en tot 2001 in het Poolse lagerhuis (de Sejm) vertegenwoordigd is geweest.

## Geschiedenis
De partij werd op 12 februari 1989 opgericht, kort na aanvang van de rondetafelconferentie die later tot de eerste (gedeeltelijk) vrije verkiezingen in Polen zouden leiden, en was daarmee een van de eerste politieke partijen van het postcommunistische Polen. Onder de oprichters was Władysław Siła-Nowicki, die als oorlogsheld en als ex-dissident een grote autoriteit genoot. De overtuiging die aan de oprichting van de partij ten grondslag lag, was dat de christendemocratie een onontbeerlijke pijler was in een democratisch Polen. De partij greep dan ook terug op de Partij van de Arbeid die in de jaren 1937-1950 had bestaan. Vanaf 1990 heette de partij "Christendemocratische Partij van de Arbeid" (Chrześcijańsko-Demokratyczne Stronnictwo Pracy, ChDSP). Het was een gematigde partij die voor democratie, een markteconomie en religieuze tolerantie stond. In ideologisch opzicht stond de partij dicht bij andere christendemocratische partijen die in die tijd actief waren, maar was minder nationalistisch dan de ZChN, hechtte minder aan economisch liberalisme dan de Centrumalliantie en zag voor de vakbonden een grotere rol weggelegd dan de PChD.
De partij nam deel aan de verkiezingen van 1989, maar kon de concurrentie van Solidariteit niet aan, al behaalde ze van alle zelfstandig opererende oppositiepartijen wel het beste resultaat. Wel wist ze een jaar later meer dan 200 zetels te behalen bij de gemeenteraadsverkiezingen. In datzelfde jaar wilde partijvoorzitter Siła-Nowicki zich kandidaat stellen in de presidentsverkiezingen, maar wist niet het vereiste aantal handtekeningen te verzamelen. Daarop kwam het binnen de partij tot meerdere breuken, waarvan het merendeel ten goede kwam van de Centrumalliantie. 
Sindsdien heeft de partij nooit meer een rol van betekenis gespeeld in de Poolse politiek. Tijdens de parlementsverkiezingen van 1991 wist de gemeenschappelijke lijst van de ChDSP met twee andere kleine organisaties (Chrześcijańska Demokracja) nog vijf zetels in de Sejm te behalen, maar in 1993 verdween de partij, ditmaal op een gemeenschappelijke lijst met de Centrumalliantie, vanwege de invoering van een kiesdrempel uit het parlement. In februari 1994 werd de ChDSP na een fusie met een klein lokaal partijtje omgedoopt tot "Christen-Democratie - Partij van de Arbeid" (Chrześcijańska Demokracja - Stronnictwo Pracy). In diezelfde maand overleed Siła-Nowicki, die al in 1992 was afgetreden als partijvoorzitter.
Halverwege de jaren negentig nam de ChD-SP deel aan verschillende mislukte initiatieven om de versplintering onder rechtse partijen tegen te gaan en trad in 1996 toe tot de brede rechtse coalitie Verkiezingsactie Solidariteit (AWS), wat haar in 1997 bij de parlementsverkiezingen opnieuw een zetel in de Sejm bezorgde. In 2000 fuseerde de partij met een andere marginale groep en werd bij die gelegenheid omgedoopt tot "Partij van de Arbeid" (Stronnictwo Pracy). De partij had op dit moment ongeveer 2.000 leden. Sindsdien heeft de partij vooral samengewerkt met de partij Recht en Rechtvaardigheid (PiS), maar nooit meer een zetel behaald. De partij nam nog deel aan de parlementsverkiezingen van 2005, maar behaalde slechts 0,01% van de stemmen.